# Hieracium murmanicum
Hieracium murmanicum es una especie de planta con flor del género Hieracium, de la familia Asteraceae, orden Asterales.

## Distribución
Hieracium murmanicum se distribuye por Rusia.

## Taxonomía
Fue descrita científicamente por (Norrl.) Norrl.